# Jason McAteer
Jason Wynn McAteer (né le 18 juin 1971 à Birkenhead, Angleterre) est un footballeur irlandais jouant au poste de milieu de terrain offensif.

## Biographie
Il joue notamment à Bolton, Liverpool, Blackburn et Sunderland.
McAteer est sélectionné 53 fois en équipe d'Irlande. Il participe à deux phases finales de coupe du monde, en 1994 et 2002.
L'un de ses 3 buts en sélection est resté célèbre. Le 1er septembre 2001, au stade de Lansdowne Road, il marque le but de la victoire (1-0) contre les Pays-Bas qui qualifie l'équipe d'Irlande (pourtant réduite à 10 après l'expulsion de Gary Kelly) pour la coupe du monde 2002 et élimine du même coup les Néerlandais.
Il faisait partie d'un petit groupe de joueurs de Liverpool surnommé les Spice Boys.

## Clubs
- 1992-1995 :  Bolton Wanderers
- 1995-1999 :  Liverpool
- 1999-2001 :  Blackburn Rovers
- 2001-2004 :  Sunderland
- 2004-2007 :  Tranmere Rovers

## Palmarès
- 52 sélections et 3 buts en équipe d'Irlande entre 1994 et 2004
- Finaliste de la Coupe de la Ligue anglaise en 1995 avec Bolton
- Finaliste de la Coupe d'Angleterre (FA Cup) en 1996 avec Liverpool

## Sources
- (en) Stephen McGarrigle, The Complete who's who of Irish international football : 1945-1996, Edimbourg, Mainstream Publishing, octobre 1996, 237 p. (ISBN 1-85158-894-9), p. 119-120